# Paul Ciuci
Paul Ciuci, ortografiat uneori Paul Csucsi (n. 12 iulie 1956, Câmpia Turzii, România) este un muzician român, vocalist, chitarist, și compozitor al formației Compact (1978-1988 și 1995-prezent), a nu se confunda cu Compact B, respectiv cu Compact C, care a activat și la formațiile Telegraf din Turda, în anii timpurii 1970, respectiv la trupa Sfinx Experience, în perioada 1991-1995.

## Date biografice

### Copilărie
Paul Ciuci a început să cânte la 9 ani, când a primit în dar de la mama sa o chitară. A învățat să cânte singur, după Metoda de chitară de Maria Boeru. Nu a fost ușor, dar efortul a meritat căci Paul a devenit unul dintre cei mai buni chitariști din România.

### Trupa Telegraf
Și-a început cariera muzicală în anii 1970, formând împreună cu prietenul său din copilarie, bateristul Aurel Vasilescu, cunoscut ca Leluț, trupa muzicală Telegraf din Câmpia Turzii, formație cu care au câștigat, în acea perioadă, numeroase premii în țară.

### Remarcați la Cântarea României
La finele anilor ‘70, Paul și Leluț au fost remarcați, ca participanți la festivalul național Cântarea României, de către Teo Peter și Costi Cămărășan, fondatorii trupei rock Compact din Cluj. Ulterior, în 1981, la un concert desfășurat la Mediaș, Teo și Costi îi întâlnesc din nou pe Paul și Leluț, remarcând, din nou, calitățile de buni muzicieni ale celor doi.

### Aderarea la Compact
La scurt după întâlnirea profesională a celor patru, trupa Compact suferă o criză majoră prin plecarea a trei dintre membrii formației, plecare care a devenit definitivă. Teo și Costi, membrii fondatori ai Compact-ului se gândesc la mai mulți muzicieni, dar se orientează în final spre Paul și Leluț, și în scurt timp, le propun acestora să se alature trupei Compact. Cei patru „au bătut palma”, iar solid remaniatul Compact începe repetițiile în noua sa formulă.
A fost un bun început de drum, iar datorită reuniunii celor patru talentați muzicieni, Costi - chitarist solo și compozitor, Teo - chitarist bas și compozitor, Paul – solist, chitarist și compozitor, respectiv Leluț - talentat percuționist și vocalist de acompaniament, „noul” Compact își găsește identitatea muzicală, devenind, în scurt timp, una dintre cele mai cunoscute și iubite formații rock din România.

### Fata din visși notorietatea
În 1983 apare primul mare succes compozițional al lui Paul, Fata din vis, care consolidează recunoașterea și aduce notorietatea formației. Urmează numeroase turnee în țară, difuzări la radio, prezențe multiple pe diferite planuri.

## Hiatusul de 7 ani (1988-1995) — Compact B și Compact C
În 1988 se va produce a triplă sciziune, Ciuci va pleca în Statele Unite ale Americii, iar Cămărășan și Peter înșiși nu vor mai fi în stare să aibă același tip de parteneriat solid, care fusese atât de plin de succes în trecut, generând două formații separate, Break Group (prima trupă creată de Costi și Teo, pe care au desființat-o la plecarea lor în armată) și Compact, respectiv, ulterior, cele două trupe Compact, numite limpede Compact X (unde X poate fi București sau Cluj), respectiv Compact B și Compact C.
Ca urmare a triplei segregări, de care se pare că „forțe adverse” nu fuseseră străine, aproape simultan, Teo Peter va înființa formația Compact B (prescurtare pentru Compact București) mutându-se la București, iar Costi Cămărășan va rămâne la Cluj, înființând formația Compact C (prescurtare pentru Compact Cluj).
După o perioadă petrecută în Statele Unite, în care, în chip evident, Paul părăsise trupa Compact, Paul Ciuci s-a întors în România. Apoi, în perioada 1991-1995, s-a alăturat formației Sfinx Experience, creată în urma dezmembrării Sfinx-ului originar. A cântat cu acești muzicieni în Țările de Jos, Luxemburg și Belgia. Ulterior, în 1996 a revenit la Compact, dar nu la Compact B sau Compact C.

## Turnee în străinătate
Compact, de data aceasta reunit cu „fiul rătăcitor” Paul, a avut, de asemenea, parte de turnee în străinatate, mai ales în Europa și Statele Unite, în special după căderea comunismului.
De asemenea, după anii 1990, trupa Compact a cântat în deschiderea concertelor unor formații renumite, precum cum sunt Nazareth, Europe sau Scorpions.

## Cetățean de onoare
În anul 2007, municipalitatea orașului Câmpia Turzii i-a oferit titlul de Cetățean de Onoare al municipiului muzicianului Paul Ciuci.

### Interviuri
- Paul Ciuci (Compact) - „Ne place să cântăm și să bucurăm oamenii", interviu luat de Ines Hristea, Formula AS - anul 2010, numărul 932
- Conflict Paul Ciuci — Leluț Vasilescu